# Katastrofa samolotu Antonow An-26 (2020)
Katastrofa samolotu Antonow An-26 – wypadek lotniczy samolotu Antonow An-26B, należącego do linii lotniczych South West Aviation, do którego doszło 22 sierpnia 2020, w odległości 4 km od lotniska Dżuba w Sudanie Południowym. W wyniku wypadku śmierć poniosło 8 z 9 osób, które znajdowały się na pokładzie.

## Linia lotnicza
South West Aviation Co. Ltd. powstała w 2017 roku, to pasażersko-towarowa linia lotnicza z siedzibą w Dżubie. Linia była odpowiedzialna za katastrofę samolotu Let L-410 Turbolet. W następstwie tego wypadku prezydent Salva Kiir zakazał obsługi lotów pasażerskich samolotom starszym niż 20 lat.

## Wypadek
Samolot transportowy Antonow An-26B stracił wysokość wkrótce po starcie z lotniska Dżuba i rozbił się w pobliżu dzielnicy Hai Referendum. Naoczni świadkowie twierdzili, że samolot nagle stracił moc. W katastrofie zginęło 8 osób (3 obywateli Sudanu Południowego i 5 Rosjan). Katastrofę przeżyła jedna osoba.